# Ланда, Роберт Григорьевич
Ро́берт Григо́рьевич Ла́нда (23 марта 1931, Москва, СССР — 21 июня 2021) — советский и российский историк-арабист, исламовед. Доктор исторических наук, профессор.

## Биография
В 1953 году окончил арабское отделение Московского института востоковедения (учился на одном курсе с Е. М. Примаковым).
В 1958 году в Институте востоковедения АН СССР защитил диссертацию на соискание учёной степени кандидата исторических наук по теме «Национально-освободительное движение в Алжире после второй мировой войны (1945—1954 гг.)».
В 1973 году защитил диссертацию на соискание учёной степени доктора исторических наук по теме «Этапы алжирской революции». Дата присуждения ученой степени — 1 ноября 1974 г.
Главный научный сотрудник и в 1988—2007 годах — руководитель отдела сравнительно-теоретических исследований Института востоковедения. Являлся членом Международной академии информатизации.
Читал курсы лекций на историческом факультете Московского педагогического государственного университета и в Восточном университете, в 1970-е годы преподавал в ИСАА при МГУ. Под его руководством было защищено более 40 кандидатских и докторских диссертаций.
Автор 320 работ, включая 21 книгу. Член редакционной коллегии журналов «Вопросы истории» и «Азия и Африка сегодня».
Умер в июне 2021 года.

## Научная деятельность
Р. Г. Ланда является крупнейшим российским специалистом по истории стран Магриба (изучению одного Алжира он отдал несколько десятилетий своей жизни). Помимо страноведческих исследований он также активно разрабатывал проблемы социальной эволюции и государственного развития арабских стран в новое и новейшее время. На эту тему им была опубликована монография «Управленческие кадры и социальная эволюция стран Азии и Африки (Госсектор)» (М., 1985), также под его руководством была подготовлена коллективная монография «Социальный облик Востока» (М., 1999). В 1990-е годы Р. Г. Ланда обратился к изучению истории российского ислама. Автор книги «Ислам в истории России» (М., 1995), ставшей первым подобным исследованием в русской исторической науке.

## Научные труды

### Монографии
- Ланда Р. Г. Алжир сбрасывает оковы. — М.: Соцэкгиз, 1961. — 155 с.
- Ланда Р. Г. Национально-освободительное движение в Алжире. (1939—1962 гг.). — М.: Издательство «Восточная литература», 1962. — 290 с.
- Ланда Р. Г. У арабов Азии: Путевые заметки. — М.: Наука, 1969. — 118 с. — (Путешествия по странам Востока/ АН СССР).
- Ланда Р. Г. Подъём антиколониального движения в Алжире в 1918—1931 гг. — М.: Наука, 1977. — 309 с.
- Ланда Р. Г. Средиземноморье глазами востоковеда. — М.: Наука. Главная редакция восточной литературы, 1979. — 192 с. — (Рассказы о странах Востока). — 30 000 экз.
- Ланда Р. Г. Кризис колониального режима в Алжире, 1931—1954. — М.: Наука, 1980. — 270 с.
- Ланда Р. Г. История алжирской революции, 1954—1962. — М.: Наука, 1983. — 286 с.
- Африка : Культура и обществ. развитие / [Р. Г. Ланда, Л. П. Калинина, В. А. Корочанцев и др.; Отв. ред. Ан. А. Громыко]. — М. : Наука, 1984. — 400 с.
- Ланда Р. Г. Управленческие кадры и социальная революция стран Азии и Африки: (Госсектор). — М.: Наука, 1985. — 223 с.
- Ланда Р. Г. Марокко: 30 лет независимости. — М.: Знание, 1985. — 64 с.
- Ланда Р. Г. Страны Магриба: общество и традиции. — М.: Знание, 1988. — 63 с.
- Из истории социалистических идей в Африке / Р. Г. Ланда, З. И. Левин, Г. Лот и др.; Редкол.: А. Б. Летнев (отв. ред.) и др.; АН СССР, Ин-т Африки. — М.: Наука, 1990. — 192 с. ISBN 5-02-016920-X
- Ланда Р. Г. От руин Карфагена до вершин Атласа: Об Алжире, Марокко и Тунисе. — М.: Наука, 1991. — 163 с. — (Рассказы о странах Востока). — ISBN 5-02-017085-2.
- Ланда Р. Г. и др. История Алжира в новое и новейшее время / Р. Г. Ланда, Е. И. Миронова, Е. Л. Симонов, Н. Г. Хмелева; Отв. ред. А. М. Васильев; Институт Африки РАН. — М.: Наука. Главная редакция восточной литературы, 1992. — 380 с. — (История стран Африки). — 500 экз. — ISBN 5-02-017338-X.
- Ланда Р. Г. В стране аль-Андалус через тысячу лет: Мусульманская культура в Испании. — М.: Наука: Издательская фирма «Восточная литература» РАН, 1993. — 181 с. — ISBN 5-02-017701-6.
- Ланда Р. Г. Ислам в истории России. — М.: Издательская фирма «Восточная литература» РАН, 1995. — 312 с. — ISBN 5-02-017866-7.
- Ланда Р. Г. История Алжира. XX век. — М.: ИВ РАН, 1999. — 304 с. — (История стран Востока. XX век). — ISBN 5-8282-101-3.
- Ланда Р. Г. Новая история стран Азии и Африки. — М., 2004 (колл. авт.).
- Ланда Р. Г. История арабских стран: учебник. — М.: Восточный университет, 2005. — 319 с. — ISBN 5-98196-002-7.
- Ланда Р. Г. Политический ислам: предварительные итоги. — М.: Институт Ближнего Востока, 2005. — 285 с. — 800 экз. — ISBN 5-89394-146-2.
- Ланда Р. Г. Социология современного Востока: учебник. — М.: Восточный университет, 2008. — 415 с. — ISBN 978-5-98196-015-4.
- Ланда Р. Г. Россия и мир российского ислама. — М. — Н. Новгород: ИД «Медина», 2011. — 508 с.
- Ланда Р. Г. История Иордании. XX век. — М.: ИВ РАН, 2016. — 247 с. — 500 экз. — ISBN 978-5-89282-631-0.
- Ланда Р. Г. Россия и ислам: путь к взаимодействию / Федеральное государственное бюджетное учреждение науки Институт востоковедения Российской академии наук, Централизованная религиозная организация Духовное управление мусульман Российской Федерации. — М.: Медина, 2016. — 338 с. — 1000 экз. — ISBN 978-5-9756-0077-6.

### Другое
- Ким Г. Ф., Ланда Р. Г. Отчёт о командировке в ОАР для сбора материала по теме «Особенности некапиталистического развития и социализма национального типа в ОАР». — М.: ВИНИТИ, 1966. — 13 с.